# Cărăsău, Bihor
Cărăsău este un sat în comuna Cociuba Mare din județul Bihor, Crișana, România.

## Așezare
Se situează la circa 60 km sud de municipiul Oradea și circa 40 km est de municipiul Salonta.

## Istoric
A fost atestat documentar pentru prima oară în anul 1371, sub numele de possessiones walachales Karazon.

## Demografie
La recensamantul din 1869 avea 207-case,247-familii,623-barbati,579-femei din care 1193 romani si 8 evrei
In jurul anului 1900 apar primii romi.
La recensământul din 2002 avea 802 locuitori, din care 531 români, 265 romi și 6 maghiari.